# 파코미우스

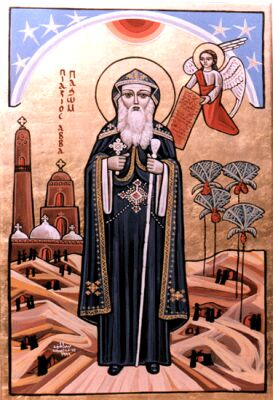
성 파코미우스

파코미우스(Pachomius, 292년-346년)은 초대교회의 수도사(수사)이다. 성 안토니우스(안토니)와 더불어 수도제도의 창시자로 평가받는다.

## 생애
이교도가정에서 태어났으며, 기독교인들의 자선활동에 영향을 받아 기독교인이 되었다. 군대에서 나온 후 세례를 받은 파코미우스는 사회선교에 치중했다. 320년경 수도원을 세웠으며, 성서에 근거한 규칙서로 공동체의 질서를 유지하였다. 파코미우스 수도원은 예배와 식사를 공동으로 하는 밥상공동체였으며, 수사들은 노동으로 자신의 생계를 유지했다.

## 같이 보기
- 공주 수도원